# Гувернантката
„Гувернантката“ (на английски: The Nanny) е американски ситком, излъчван по CBS, започнал на 3 ноември 1993 г. и завършил на 23 юни 1999 г., с участието на Фран Дрешър в ролята на Фран Файн (на английски: Fran Fine), еврейска модна кралица от Флъшинг, Ню Йорк, която става бавачка на три деца от нюйоркското и британското общество.
Шоуто е създадено от Фран Дрешър и нейния съпруг Питър Марк Джейкъбсън.

## „Гувернантката“ В България
В България първоначално е излъчен по Нова ТВ през 2004 г. с български дублаж. Ролите се озвучават от Елена Русалиева, Пламен Манасиев, Христо Чешмеджиев и Ани Василева.
Няколко години по-късно се излъчва по Диема Фемили с втори дублаж. В дублажа участват Даниела Йорданова и Николай Николов.
На 10 август 2011 г. започва и по bTV Comedy с трети дублаж, всеки делник от 16:00 ч. Ролите се озвучават от Яна Огнянова, Даниела Йорданова, Десислава Знаменова, Симеон Владов и Стефан Димитриев.
На 24 октомври 2024 г. започва и по Стар Лайф всеки делничен ден от 18:00 по четири епизода с нов четвърти дублаж, записан в Доли Медия Студио. Ролите се озвучават от Десислава Знаменова, Татяна Захова, Таня Димитрова, Илиян Пенев и Виктор Иванов.